# John Lockwood Kipling
John Lockwood Kipling (6 de julio de 1837-26 de enero de 1911) fue un profesor de arte, ilustrador británico, padre del conocido escritor y poeta Rudyard Kipling.

## Biografía

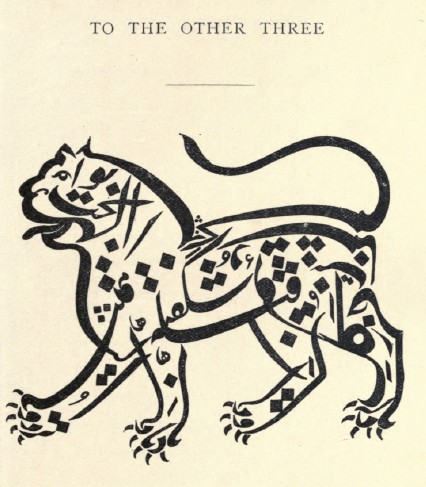
Dedicatoria de John Lockwood Kipling que combina caracteres árabes en un críptico dibujo.

Nace en el año 1837. Desde muy joven recibe educación artística, a partir de obtener un empleo como ayudante de un arquitecto británico. En 1865 obtiene un cargo de docente en la Escuela de Arte Jeejeebhoy, en la ciudad india de Bombay. Ese mismo año nace su hijo, el afamado escritor Rudyard Kipling (autor de El libro de la selva, del cual hará los grabados que ilustrarán una de sus primeras ediciones). 
Sus labores como profesor de arte le permitirán llegar a ganar un gran prestigio en el mundo de la estética; ese mismo prestigio es el que le permitirá acceder al cargo de conservador del Museo de Bellas Artes de Lahore. Fallece en 1911, a la edad de setenta y cuatro años.